# Liste der Stolpersteine in Hildburghausen
Die Liste der Stolpersteine in Hildburghausen enthält die Stolpersteine, die im Rahmen des gleichnamigen Kunst-Projekts von Gunter Demnig in Hildburghausen verlegt wurden. Mit ihnen soll an die Opfer des Nationalsozialismus erinnert werden, die in Hildburghausen lebten und wirkten.
Die letzte Verlegung fand am 28. August 2018 statt.

## Liste der Stolpersteine
| Name                   | Adresse                 | Bild | Inschrift                                                                                           | Verlegedatum  | Biografie und Anmerkungen |
| ---------------------- | ----------------------- | --- | --------------------------------------------------------------------------------------------------- | ------------- | ------------------------- |
| Louis Gassenheimer     | Coburger Straße 20 ·    | | Hier wohnte Louis Gassenheimer Jg. 1873 deportiert 24.3.1942 Theresienstadt tot 21.3.1943           |               |                           |
| Helena Gassenheimer    | Coburger Straße 20 ·    | | Hier wohnte Helena Gassenheimer geb. Hirsch Jg. 1877 deportiert 24.3.1942 Theresienstadt überlebt   |               |                           |
| Manfred Gassenheimer   | Coburger Straße 20 ·    | | Hier wohnte Manfred Gassenheimer Jg. 1906 Flucht England überlebt                                   |               |                           |
| Gertrud Heim           | Eisfelder Straße 12 ·   | | Hier wohnte Gertrud Heim geb. Walther Jg. 1888 deportiert 1942 Theresienstadt befreit/überlebt      |               |                           |
| Getti Löwentritt       | Knappengasse 18 ·       | | Hier wohnte Getti Löwentritt Jg. 1873 deportiert 1942 Izbica ermordet                               |               |                           |
| Martha Gerau           | Markt                   | Bild gesucht Der Benutzer GeorgDerReisende ( Diskussion ) wünscht sich an dieser Stelle ein Bild vom Ort mit diesen Koordinaten 50.426211 10.728611 . Motiv: Stolperstein für Martha Gerau, die Lage und das Haus Falls du dabei helfen möchtest, erklärt die Anleitung , wie das geht. BW | Hier wohnte Martha Gerau ...                                                                        |               |                           |
| Adolf Rehbock          | Markt 15 ·              | | Hier wohnte Adolf Rehbock Jg. 1886 deportiert 1942 Theresienstadt ermordet 25.3.1944                |               |                           |
| Anneliese Rehbock      | Markt 15 ·              | | Hier wohnte Anneliese Rehbock geb. Gerau Jg. 1911 deportiert 1942 ermordet 1942 in Theresienstadt   |               |                           |
| Mackal Rehbock         | Markt 15 ·              | | Hier wohnte Mackal Rehbock Jg. 1938 deportiert 1942 ermordet 1942 in Theresienstadt                 |               |                           |
| Emma Rosenthal         | Obere Marktstraße 26 ·  | | Hier wohnte Emma Rosenthal geb. Kahn Jg. 1880 gedemütigt/entrechtet Flucht in den Tod 5.3.1943      |               |                           |
| Frieda Stiefel         | Obere Marktstraße 26 ·  | | Hier wohnte Frieda Stiefel geb. Kahn Jg. 1883 deportiert 10.5.1942 Ghetto Belzyce ermordet 1942     |               |                           |
| Erna Rosenthal         | Obere Marktstraße 26 ·  | | Hier wohnte Erna Rosenthal Jg. 1905 gedemütigt/entrechtet Flucht in den Tod 5.3.1943                |               |                           |
| Klara Bachmann         | Obere Marktstraße 31 ·  | | Hier wohnte Klara Bachmann geb. Joelson Jg. 1870 deportiert 1943 Theresienstadt ermordet 18.11.1943 |               |                           |
| Willi Haskel           | Obere Marktstraße 41 ·  | | Hier wohnte Willi Haskel Jg. 1884 deportiert 1941 Richtung Osten ermordet                           |               |                           |
| Sophie Haskel          | Obere Marktstraße 41 ·  | | Hier wohnte Sophie Haskel geb. Schloss Jg. 1882 deportiert 1941 ermordet 1941 in Kowno              |               |                           |
| Selig Daniel Rosenthal | Schleusinger Straße 2 · | | Hier wohnte Selig Daniel Rosenthal Jg. 1868 verhaftet 10.11.1938 Buchenwald ermordet 22.11.1938     |               |                           |
| Mathilde Rosenthal     | Schleusinger Straße 2 · | | Hier wohnte Mathilde Rosenthal geb. Rosenstock Jg. 1873 Flucht Australien überlebt                  |               |                           |
| Grete Rosenthal        | Schleusinger Straße 2 · | | Hier wohnte Grete Rosenthal verh. Lion Jg. 1908 Flucht 1935 England 1938 Australien                 | 28. Aug. 2018 |                           |
| Rita Dressel           | Untere Braugasse 3 ·    | | Hier wohnte Rita Dressel geb. Walther Jg. 1903 deportiert 1944 Theresienstadt befreit/überlebt      |               |                           |
| Flora Simon            | Untere Marktstraße 8 ·  | | Hier wohnte Flora Simon geb. Müller Jg. 1872 deportiert 20.9.1942 Theresienstadt ermordet 2.12.1942 |               |                           |
| Bella Blumenkron       | Untere Marktstraße 8 ·  | | Hier wohnte Bella Blumenkron geb. Simon Jg. 1898 deportiert 10.5.1942 Ghetto Belzyce ermordet 1942  |               |                           |
| Julius Simon           | Untere Marktstraße 8 ·  | | Hier wohnte Julius Simon Jg. 1899 deportiert 1942 ermordet 1943 in Auschwitz                        |               |                           |
| Inge Blumenkron        | Untere Marktstraße 8 ·  | | Hier wohnte Inge Blumenkron Jg. 1929 deportiert 10.5.1942 Ghetto Belzyce ermordet 1942              |               |                           |
| Greta Friedmann        | Untere Marktstraße 18 · | | Hier wohnte Greta Friedmann Jg. 1919 deportiert 10.5.1942 Ghetto Belzyce ermordet 1942              |               |                           |

Die Stolpersteine wurden am 5. August 2008, am 14. August 2009, am 31. Mai 2020 und der letzte am 28. August 2018 verlegt.